# Microsoft Azure Web Sites
Microsoft Azure Web Sites je platforma založená na cloud computingu. Slouží k hostování webových stránek, je vytvořená a provozovaná společností Microsoft. Microsoft Azure je platformou jako služba (PaaS), která umožňuje publikování webových aplikací běžících na různých aplikačních vrstvách a napsaných v různých programovacích jazycích (.NET, node.js, PHP, Python, Java). Testovací verze platformy Microsoft Azure Web Sites byla poprvé představena v červnu 2012 a oficiální verze byla publikována v červnu 2013. Tato platforma byla původně pojmenována Windows Azure Web Sites, ale v březnu 2014 byla přejmenována na Microsoft Azure Web Sites. Následně v březnu 2015 dostala název App Services. 

## Funkce
Microsoft Azure Web Sites je platforma umožňující hostování webových aplikací. Podporuje velké množství technologií a programovacích jazyků. (.NET, node.js, PHP, Python). Uživatelé s předplatným Microsoft Azure mohou vytvářet webové stránky a upravovat obsah, či zdrojový kód. Nabízí návod pro vytváření webových stránek, který uživateli umožňuje vytvářet prázdné stránky nebo vytvořit nové stránky z předem vytvořených šablon. 
Při tvorbě webových stránek je URL serverem přidělena vždy (subdoména).azurewebsites.net. Ve vyšším předplatném lze webové stránce přiřadit jednu nebo více vlastních domén. K přiřazení dochází nastavením záznamu CNAME na serveru DNS, který je hostitelem domény. Dále je možné přidat certifikát SSL a konfigurovat web, který je vázán na protokolu HTTPS. 
Po vytvoření stránky může uživatel přidat nebo upravit svůj obsah pomocí několika metod implementace, včetně webového nasazení (MSDeploy), TFS (přes Visual Studio), FTP, FTPS, WebMatrix, CodePlex, GitHub, Dropbox, Bitbucket, Mercurial a místní Git. 
Další funkce jsou: 
- Uživatel si může zvolit umístění serveru v jednom nebo více datových centrech po celém světě.
- Dostupnost SLA 99,95% pro běžné zákazníky
- Nepřetržité monitorování chodu webu, jako je stav CPU, příchozí data, odchozí data, HTTP chyby a další.
- Nastavení monitorovacích výstrah.
- Zaznamenávání protokolů a neúspěšných požadavků pro sledování a odstraňování problémů.
- Nasazení databáze Microsoft SQL nebo MySQL pro použití s webovými aplikacemi.
- Webové stránky jsou hostitelem služby IIS 8.0 spuštěné na vlastní verzi systému Windows Server 2012.
- Základní 4 předplatné: zdarma, sdílené, základní a standardní.
- V základním a standardním předplatném podporuje velikost 3 VM pro zvětšování.
- V platformách pro platby platí podpora ručního nebo automatického škálování s například až 10 VM.
- Podpora integrace s programem Azure Traffic Manager pro ruční nebo automatickou návštěvu provozu mezi webovými stránkami v různých regionech po celém světě.
- Ověřování pomocí služby Microsoft Azure Active Directory

## Implementace
Microsoft Azure Web Sites jsou webové stránky, které jsou dynamicky vytvořeny na serverech se systémem Windows Server 2012 a IIS 8.0. V momentě, kdy si zákazník vytvoří webovou službu, servery Microsoftu vytvoří virtuální webový server a úložiště na serverech Microsoft Azure. Virtuální servery Azure jsou rozmístěny ve skupinách, které mohou obsahovat stovky takových serverů. Datová centra Microsoftu se neustále rozšiřují po celém světě, v závislosti na rostoucí poptávce. 

## Úrovně licencování
Azure Web Sites nabízí 4 úrovně licencování. První úroveň je zdarma a umožní vytvoření až 10 webových stránek s 1 GB úložiště a 165 MB limit denního příchodu dat. Druhou úrovní je tzv. sdílená úroveň a umožňuje vytvoření webových stránek s vlastní doménou, které mohou být zmenšeny až na 6 instancí. Třetí úrovní je standardní úroveň, která umožňuje vytvoření webových stránek na dedikovaných serverech Microsoft Azure, podporuje SSL (SNI a IP) a nabídne až 10 instancí a úložiště až 50 GB. 
Základní a standardní úroveň licencování lze nasadit na 3 velikostech virtuálních serverů: malý virtuální počítač s 1 virtuálním procesorem a 1,75 GB paměti RAM, střední virtuální počítač s 2 virtuálními procesory a 3,5 GB paměti RAM a velké virtuální počítače se 4 virtuálními procesory a 7 GB paměti RAM. 

## Historie
Společnost Microsoft původně nabízela základní webhostingovou službu v rámci Office Live Small Business, která byla představena koncem roku 2007. Služba Office Live Small Business nabízela zákazníkům bezplatné a komerční webové servery s vestavěným systémem pro vytváření webových stránek založených na předpřipravených webových šablonách. 
Když společnost Microsoft začala přidělovat prostředky na vývoj cloudových řešení, vytvořila v rámci společnosti Microsoft Azure skupinu pro vývoj webových stránek. Microsoft Azure Web Sites byly představeny v červnu roku 2012 jako testovací verze. 
Současně společnost Microsoft vyvinula program Microsoft Azure Pack, který nabízí stejnou technologii, která může být nainstalována na serverech zákazníka a pod přímým řízením zákazníků. 
V polovině roku 2013 byly oficiálně představeny webové stránky Microsoft Azure a Microsoft Azure Pack. 

## Datová centra
Microsoft spravuje několik datových center po celém světě. Při nasazování webových stránek si zákazník může vybrat umístění virtuálních serverů v datových centrech v následujících geografických oblastech: Východní Amerika, Severní Amerika, Západní Amerika, Východní Asie, Brazílie, Severní Evropa, Západní Evropa, Japonsko nebo východní Asie. 